# Catoessa scabricauda
Catoessa scabricauda là một loài chân đều trong họ Cymothoidae. Loài này được Schioedte & Meinert miêu tả khoa học năm 1884.